# Михайловский, Стоян (поэт)
Стоя́н Нико́лов Миха́йловский (7 января 1856, г. Елена — 3 августа 1927, София) — видный болгарский поэт-сатирик
 и баснописец, писатель
, общественно-политический деятель, председатель Верховного македонско-одринского комитета — руководящего органа Внутренней македонско-oдринской революционной организации. В славянском мире известен как автор стихотворения Иди, народ возрождённый!, которое композитор Панайот Пипков наложил на музыку. 

## Биография
Сын учëного и общественного деятеля, одного из ранних лидеров болгарского Национального Возрождения Николы Михайловского. Племянник митрополита епископа Иллариона.
Учился в городе Елена, Велико-Тырново, в 1872 году окончил французский султанский лицей «Галатасарай» в Константинополе. Учительствовал. С 1875 изучал право в университете Экс-ан-Прованс (Франция). Во время русско-турецкой войны (1877—1878) оставил университет и вернулся в Болгарию.
После окончания войны работал в качестве юриста и судьи, главным редактором пловдивской газеты «Голос народа» (1880).
Продолжил образование во Франции и с 1883 года вновь работал адвокатом, судьей и учителем. Был обер-секретарëм в министерстве иностранных дел. В 1901—1903 — председателем македонского комитета, депутатом в народном собрании, где выдвинулся красноречием и эрудицией. Не принадлежа ни к какой политической партии, он оставался одиноким «умственным аристократом, стреляющим и в угнетателей, и в угнетаемых».
Совершил путешествие по Западной Европе, где встречался с французскими политиками, государственными и общественными деятелями, поддерживавшими идеи македонского революционного движения (1903).
Сотрудничал со многими журналами и газетами, в которых опубликовал целый ряд сатирических произведений.
С 1898 года был членом Болгарского литературного общества (Академии наук Болгарии).
Умер 3 августа 1927 года. Похоронен в Софии на Центральном кладбище.
В честь Стояна Михайловского названо село Стоян-Михайловски в Шуменской области Болгарии.

## Творчество
Дебютировал в 1872 году. С. Михайловский — автор стихов, поэм, драм, эпиграмм, афоризмов, басен, пародий, памфлетов, публицистики, философско-моралистических произведений.
В своих сочинениях часто использовал библейскую символику (Бог. Библейские стихотворения. 1889). Высмеивал коррумпированных чиновников и политиков, а также падение нравов в современном материализованном обществе.

## Избранные произведения
- «Поема на Злото» (1889) — мифическую легенду о грехопадении,
- «Вопли и припеви»,
- «Currente Calamo»,
- «Железни струни»,
- «Книга без заглавие»,
- «Нашите писачи и газетари»,
- «Наши Деди»,
- «Suspiria de Profundis» (поэма),
- «Rinforzando» (сборник стихотворений),
- «Декемврийска книга»,
- «Novissima Verba»,
- «Книга за Българския народ» (1897),
- «Сатирически Сонети» (1895),
- «По прекия друмъ» (1895),
- «За оскърбените и онеправданите» (1892),
- «Източни легенди» (1903),
- «От развала къмъ провала» (1904),
- «Днесъ чукъ, утре наковалня» (1905),
- «Горнило», «Недомълвки» и «Прологомени» — афоризмы, напечатанные в журнале «Мисъль».

Сатира С. Михайловского бичует нравственные недуги общества и политических деятелей, с беспощадным сарказмом автор осмеивает безыдейность литературы журналов и газет. Во всех своих сочинениях поэт выступает пессимистом: 

«Жизнь — неизлечимое страдание, дым, ничтожество; пессимизм — плод человеческого знания, невежество — источник земных благ».
.
Его сатиры очень ярки; их обычные формы — парадокс и афоризм; часто встречается и аллегория.